# OCNフォトフレンド
OCNフォトフレンドとは、Web上で写真を共有するソーシャル・ネットワーキング・サービス(SNS)である。2005年12月21日にサービス開始。機能の利用には、メンバー登録が必要だった。2016年3月31日サービス終了。

## 概要
一般メンバーとプレミアムメンバーの2種類のメンバー形態があり、それぞれ使用できる機能が異なった。
OCNユーザーでなくても利用可能だった。
一般メンバーは無料。
プレミアムメンバーはNTTコミュニケーションズ株式会社が提供するマイポケットサービスとの連携が必要だった。月額324円（税込）。

## 主な機能

### 写真の保存・保管（アップロード）
OCNフォトフレンドサイトへ、ブラウザから写真をアップロードして保管することができた。
「非公開」で写真をアップロードすれば、写真を保管しておくオンラインストレージとしての使用が可能だった。
保存した写真を「一般公開」することで、写真好きの人や同じ趣味の仲間と交流できたり、
随時開催されるフォトコンテストへの参加が可能だった。
携帯電話からの閲覧には対応していないが、携帯電話から写真をメールに添付して送信することでアップロードが可能だった。
保存容量は一般メンバーが30MBに対し、プレミアムメンバーは、128GBだった（マイポケットの保存容量をOCNフォトフレンドの写真保存容量として利用する）。

### 写真の閲覧
保存している自分の写真や、公開されている他のメンバーの写真は、絞り込み等を使用して様々な条件で抽出し、閲覧することができた。
撮影日、フォトフレンドへの追加日、撮影カメラ、撮影場所、ファイル名の条件を複数指定して抽出が可能だった。
Exif情報に位置情報を保持している写真は、Google Map上にまとめて表示され、見たい撮影場所を選択することができた。

### 写真の整理、活用
保存した写真は、アルバムやタグを使用して整理することができた。
非メンバーのメールアドレス宛に送信したり、メンバーを限定して写真を公開することで、知人や家族とのプライベートな写真の共有が可能だった。
フォトフレンドに保存している写真を、Twitter、Facebook、mixiに公開することが可能だった。

### コミュニケーション機能
各写真へメンバーがコメントを追加することができ、写真を通じてメンバー同士がコミュニケーションをとることができた。
お気に入りメンバーや、お気に入り写真を登録することで、システムよりおすすめのメンバーが表示されるリコメンド機能があった。
また、メッセージ機能を使用して、メンバーとのメールの送受信が可能だった。

### コミュニティ機能
各メンバーはコミュニティを作成することができた。
コミュニティへ参加すると、コミュニティ内での写真の公開や、掲示板の使用が可能となり、共通の目的を持ったメンバー同士でコミュニケーションできた。

### 検索機能
OCNフォトフレンド内の写真、タグ、メンバー、コミュニティを検索することができた。

カメラ検索機能を使用すると、検索した機種で撮影された写真をまとめて閲覧することができる。

### タグ
公開写真についているタグを集計する「急上昇タグ」「今人気のタグ」「いつも人気のタグ」が随時更新表示され、注目されているキーワードを把握することができた。

### ブログ連携機能
写真へのリンクタグを作成する「ブログに貼付け」機能があり、OCNフォトフレンドに保存した写真をブログへ公開することができた。

### マイポケットとの連携
プレミアムメンバーは、マイポケットの機能が利用可能。

OCNフォトフレンドから保存した写真を、マイポケットからデジタルフォトフレームに送信したり、アプリケーションを使用してスマートフォンから閲覧することができた。

### 利用環境
Windows XP、Vista、7、Mac OS Xに対応していた。
iPadやスマートフォンからの利用には対応していない。